# Perdutamente amore
Perdutamente Amore – album muzyczny włoskiej grupy Ricchi e Poveri. Płyta ta została wydana nakładem wytwórni Azzurra Music. Na krążku znajduje się dwanaście utworów. Singlem promującym album jest piosenka Perdutamente Amore.

## Płyta
Perdutamente Amore to pierwsza od trzynastu lat płyta Ricchi e Poveri, zawierająca nowe piosenki. Poprzednia płyta, Parla col cuore, została wydana w 1999 roku. Premiera krążka Perdutamente Amore miała miejsce 6 września 2012 roku. Na płycie znajdują się cztery premierowe utwory oraz osiem największych hitów zespołu w zupełnie nowych aranżacjach. Słowa oraz muzykę do jednej z nowych piosenek zatytułowanej Dimmi che mi ami napisali Cristiano Minellono i Dario Farina, którzy są autorami największych przebojów Ricchi e Poveri. Autorem tekstów do pozostałych trzech nie publikowanych dotąd kompozycji jest Angelo Sotgiu.

## Singel
Na singel promujący została wybrana tytułowa piosenka. Teledysk do utworu Perdutamente Amore został nakręcony w Sankt Petersburgu. Wideoklip wyreżyserował Rosjanin Alexander Igudin.

## Lista utworów
1. Amore Odio (A. Vialardi, A. Sotgiu) 3:26
2. Mama Maria (D. Farina, A. Minellono) 2:57
3. Cosa Sei (D. Farina, A. Minellono) 3:56
4. Dimmi Che Mi Ami (D. Farina, A. Minellono) 3:12
5. Voulez Vous Dancer (D. Farina, A. Minellono) 3:47
6. Made in Italy (D. Farina, A. Minellono, G. Reverbergi, Universal Music Italia) 2:59
7. Musica Vita Mia (D. Di Martino, A. Sotgiu) 3:21
8. Picolo Amore (D. Farina, A. Minellono) 3:37
9. Acapulco (D. Farina, A. Minellono) 3:40
10. Sarà perché ti amo (D. Farina, D. Pace, E. Ghinazzi) 3:34
11. Perdutamente Amore (D. Farina, A. Minellono) 3:06
12. Come Vorrei (D. Farina, A. Minellono) 3:35